# 大圣伊莱尔
大圣伊莱尔（法語：Saint-Hilaire-le-Grand，法語發音：[sɛ̃.t‿ilɛʁ lə ɡʁɑ̃]）是法国马恩省的一个市镇，属于香槟沙隆区。

## 地理
大圣伊莱尔（49°10'16"N, 4°27'49"E）面积42.39 平方千米，位于法国大東部大區马恩省，该省份为法国东北部内陆省份，北起阿登省，西北接埃纳省，西南接塞纳-马恩省，南至奥布省，东南接上马恩省，东临默兹省。
与大圣伊莱尔接壤的市镇（或旧市镇、城区）包括：欧贝里沃、巴科讷、叙普河畔容什里、大穆尔默隆、圣玛丽阿皮、皮河畔圣苏普莱、苏安-佩尔特莱叙尔吕。

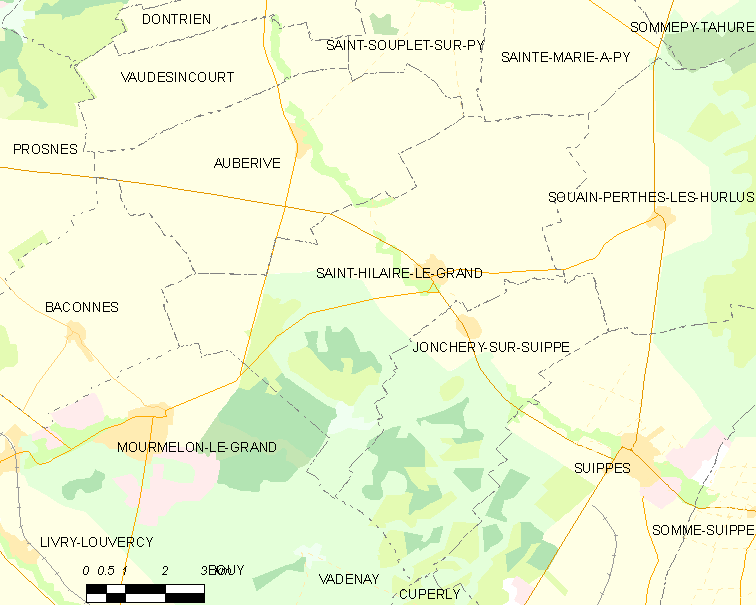
大圣伊莱尔的OSM定位图

大圣伊莱尔的时区为UTC+01:00、UTC+02:00（夏令时）。

## 行政
大圣伊莱尔的邮政编码为51600，INSEE市镇编码为51486。

## 政治
大圣伊莱尔所属的省级选区为阿戈讷-叙普-韦勒县。

## 人口

1962-2008年间大圣伊莱尔人口变化图示

大圣伊莱尔于2022年1月1日时的人口数量为359人。